# アンドリュー・グリーン

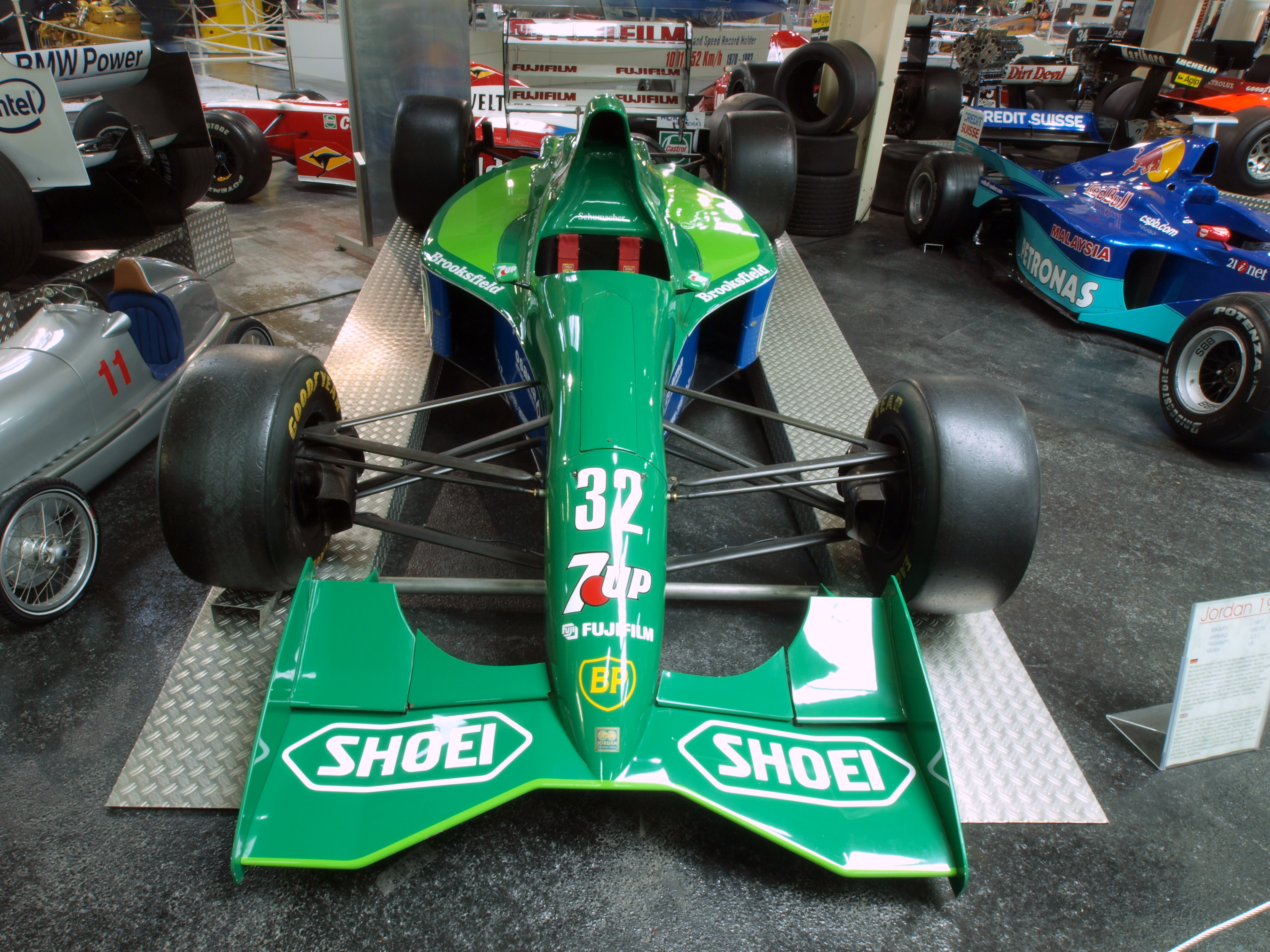
ジョーダン・191（1991年）

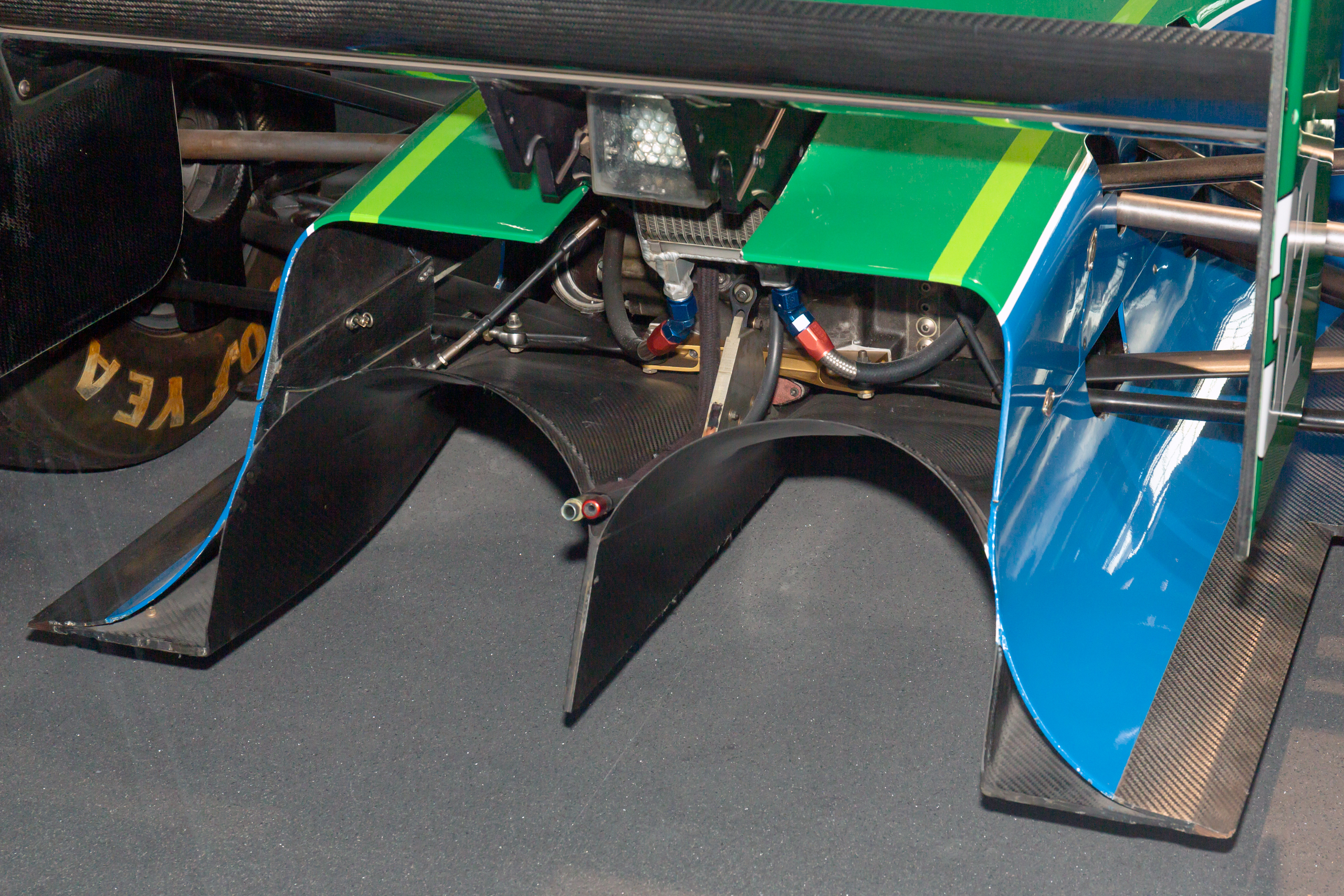
ミハエル・シューマッハ プライベートコレクションに展示されているジョーダン・191のディフューザー（2019年）

アンドリュー・グリーン（Andrew Green, 1965年6月14日 - ）は、イギリスのF1エンジニアで、元アストンマーティンF1チームの最高技術責任者(CTO)。

## 経歴
1990年に結成されたジョーダン・グランプリチームに参加し、グリーンはF1でのキャリアを開始した。ゲイリー・アンダーソン、およびマーク・スミスと並ぶ、1990年のジョーダン・グランプリ・デザインオフイスの3名のオリジナルメンバーの一人。
機械工学を学び、22歳の1987年、設計エンジニアとしてレイナードの雇用をうけ、ビスターのレイナード本部で、1988年シーズンに向けたマルコム・オーストラーのF3000シャーシ設計チームに加わる。
このレイナード・88Dは、エディ・ジョーダン・レーシング(EJR)のジョニー・ハーバートの手によってデビューを果たす。
同じ88Dユーザーのブロムリーモータースポーツの好成績から、ゲイリー・アンダーソンはレイナードから1989年車(レイナード・89D)の設計を依頼される。1989年には、マーク・スミスもこの設計チームに加わる。
グリーンとアンダーソンは一緒に働き始め、18か月後、アンダーソンはエディ・ジョーダンから、最初のジョーダンF1車(ジョーダン・191)を設計するかどうか尋ねられ、グリーンは彼と一緒にシルバーストンのチームのために働くことにした。アンダーソンがシャーシ設計を担当し、グリーンはサスペンションを担当し、スミスはトランスミッションを担当した。
1990年代の半ばを、ジョーダンでレースエンジニアとして過ごし、1998年にブリティッシュ・アメリカン・レーシングに移り、メカニカルデザインの責任者を務め、B・A・R初期のレイナードF1車の設計でマルコム・オーストラーをサポートした。
その後、2002年の初めにマルコム・オーストラーとともにジャガー・レーシングに移り、ビスターの旧レイナード本部で研究開発に従事し、インディアナポリスのオート・リサーチ・センター(ARC)から移動してきたデビッド・ピッチフォースのサポートする。
2004年のレッドブルによるチーム買収後は、マーク・スミスと前後して、レッドブル・レーシングに移り、レース・チームのR&Dの責任者として働き、コンストラクターのレッドブル・テクノロジーに所属し、シミュレーションおよびモデリングツールの追加をした。
2010年7月、グリーンは古巣のシルバーストンに戻り、フォース・インディアの製造に関する技術的手綱を引き継ぎ、エンジニアリングディレクターとして働いた。
2011年、グリーンはテクニカルディレクターに任命され、2021年6月までその役割を果たした。
2021年、ダン・ファロウズのテクニカルディレクター就任に伴い、テクニカルディレクターから最高技術責任者に昇進した。
2023年、アストンマーティンF1チームのレース運営の現場を離れ、同社のアストンマーティン・パフォーマンス・テクノロジーズ (AMPT)のチーフテクニカルオフィサーに就任。